# Tohumeta (Ort)
Tohumeta ist eine osttimoresische Siedlung im Suco Tohumeta (Verwaltungsamt Laulara, Gemeinde Aileu).

## Geographie und Einrichtungen
Tohumeta liegt im Zentrum des Sucos Tohumeta auf einer Meereshöhe von 705 m und wird aus einer Ansammlung mehrerer Weiler und Einzelhäuser gebildet. Das Ortszentrum, mit Sitz des Sucos und Grundschule liegt in der Aldeia Acadiro. Westlich davon befinden sich die Weiler/Ortsteile (Bairo) Aisi und Bocolelo. Östlich schließen sich die Bairos Beraulo und Airunlalan an, die zur Aldeia Tohumeta gehören. In Beraulo befindet sich das kommunale Gesundheitszentrum.
Nördlich liegt der Weiler Mauliu. Eine kleine Straße führt nach Osten nach Berlihu-Meta in der gleichnamigen Aldeia und nach Westen nach Donfonamo im Suco Fatisi.